# Cutandia divaricata
Cutandia divaricata es una especie de planta de la familia Poaceae y del género Cutandia.  

## Taxonomía
El taxón fue descrito oficialmente en 1881 por George Bentham. 
La especie había sido descrita anteriormente bajo el basónimo Festuca divaricata (género Festuca) en 1798 por René Louiche Desfontaines.